# Instituto de Genética Ewald A. Favret
El Instituto de Genética “Ewald A. Favret” (IGEAF) es una unidad funcional del Instituto Nacional de Tecnología Agropecuaria  (INTA). Forma parte del Centro de Investigación en Ciencias Veterinarias y Agronómicas (CICVyA), ubicado en la zona de Hurlingham, oeste del Gran Buenos Aires.
Tiene como función la generación de conocimientos y el desarrollo de tecnologías estratégicas a través de la conducción de investigaciones genéticas fundamentales y aplicadas en especies vegetales, animales y de microorganismos de importancia para el sector agropecuario, agroalimentario y agroindustrial, con el objeto de optimizar los procesos del mejoramiento genético vegetal y animal, así como entender sobre los aspectos genéticos que permitan controlar la dinámica poblacional de los insectos plaga.

## Historia
El instituto de Genética “Ewald A. Favret” (IGEAF) tiene su origen en la creación de las Divisiones de Inmunología Vegetal (agosto de 1944) y de Exploraciones e Introducción de plantas (octubre de 1944), como dependencias de la entonces Dirección de Estaciones Experimentales de la Dirección General de Agricultura. En septiembre de 1945, al organizarse de Investigaciones, estas dos entidades pasaron a constituir el Instituto de Fitotecnia. Ambas divisiones se crearon para satisfacer necesidades técnicas de nuestro agro.
El 4 de diciembre de 1956 se crea el Instituto Nacional de Tecnología Agropecuaria (INTA), organismo destinado a impulsar el mejoramiento tecnológico agrario argentino.
En noviembre de 1969, el Instituto de Fitotecnia pasa a llamarse Departamento de Genética (dependiente del Centro de Investigaciones en Ciencias Agronómicas), años más tarde pasó a ser el Instituto de Genética “Ewald A. Favret”, en honor al investigador que fuera durante muchos años director de la institución y por tratarse de una personalidad destacada y reconocida a nivel nacional e internacional.

## Líneas de investigación
El IGEAF enfoca sus líneas de acción a la generación, prospección, identificación y utilización de la variabilidad genética de plantas y animales, a la elucidación de las bases genéticas que regulan caracteres de interés en cultivos y ganado de cría, a la transformación genética vegetal y de microorganismos con fines experimentales y de mejoramiento, al control genético de insectos plaga y a la mejora genética de insectos benéficos.
Las actividades de investigación se organizan en dos Áreas: el Área Vegetal, con nueve líneas de investigación y el Área Animal que lleva adelante tres líneas de investigación.

### Área vegetal
- Mutaciones inducidas
- Transformación genética vegetal
- Mejoramiento molecular de forrajeras
- Ingeniería genética de microorganismos benéficos
- Bases genéticas de la resistencia a roya de los cereales
- Genética de organelas
- Herramientas moleculares aplicadas al mejoramiento genético de maní
- Mejoramiento y propagación de germoplasma aromático y medicinal nativo
- Fitogeografía molecular y diversidad genética de hongos fitopatógenos del cultivo de soja

### Área animal
- Genética animal: evaluación de reproductores
- Genómica aplicada a la cría animal
- Genética de insectos de importancia económica